# Лойно
Ло́йно (рос. Лойно) — село у складі Верхньокамського району Кіровської області, Росія. Адміністративний центр Лойнського сільського поселення.

## Населення
Населення становить 1592 особи (2010, 1944 у 2002).
Національний склад станом на 2002 рік — росіяни 97 %.

## Історія
Село було засноване 1708 року на місці древнього поселення племені чудь. 1873 року село увійшло до складу Трушніківської волості Слободського повіту Вятської губернії. В роки громадянської війни тут знаходився один із штабів Олександра Колчака.